# Lejla (sång)
Lejla var Bosnien och Hercegovinas bidrag till Eurovision Song Contest 2006, framförd på landets språk av Hari Mata Hari. Den komponerades av serbiske Željko Joksimović som kom tvåa i Eurovision Song Contest 2004. Texten skrevs av Fahrudin Pecikoza och Dejan Ivanović.
När rösterna var färdigräknade hade "Lejla" fått 229 poäng och placerat sig på tredje plats av 24 bidrag. Detta resultat är till dato Bosnien och Hercegovinas bästa som självständig nation.

## Listplaceringar
| Lista (2006)      | Topplacering |
| ----------------- | ------------ |
| Kroatien (Top 20) | 1            |

### Fotnoter
1. ↑  Croatian Top 20 Chart Arkiverad 21 juli 2011 hämtat från the Wayback Machine.